# Lakeview (Géorgie)
Pour les articles homonymes, voir Lakeview.
Lakeview est une census-designated place située dans les comtés de Catoosa et de Walker, dans l’État de Géorgie, aux États-Unis. Lors du recensement de 2020, elle comptait 4 777 habitants.